# The Hostage
«The Hostage» (с англ. — «Заложник») — песня, записанная американской певицей Донной Саммер в 1974 году. Композиция стала первым синглом с её дебютного альбома Lady of the Night. Песня была выпущена синглом в Европе и стала первым хитом певицы, достигнув третьей строчки в Бельгии и второй в Нидерландах. Спустя год песня будет издана и в США.

## Список композиций
- 7" сингл (Нидерланды, 1974)[4]

1. «The Hostage» — 4:14
2. «Let’s Work Together Now» — 4:07

- 7" сингл (Франция, 1974)[5]

1. «The Hostage» — 4:12
2. «Let’s Work Together Now» — 4:15

## Чарты
| Хит-парад (1974)               | Высшая позиция |
| ------------------------------ | -------------- |
| Бельгия/Валлония (Ultratop 50) | 8              |
| Бельгия/Фландрия (Ultratop 50) | 3              |
| Нидерланды (Dutch Top 40)      | 2              |
| Нидерланды (Single Top 100)    | 2              |
| Франция (IFOP)                 | 17             |